# 大包平

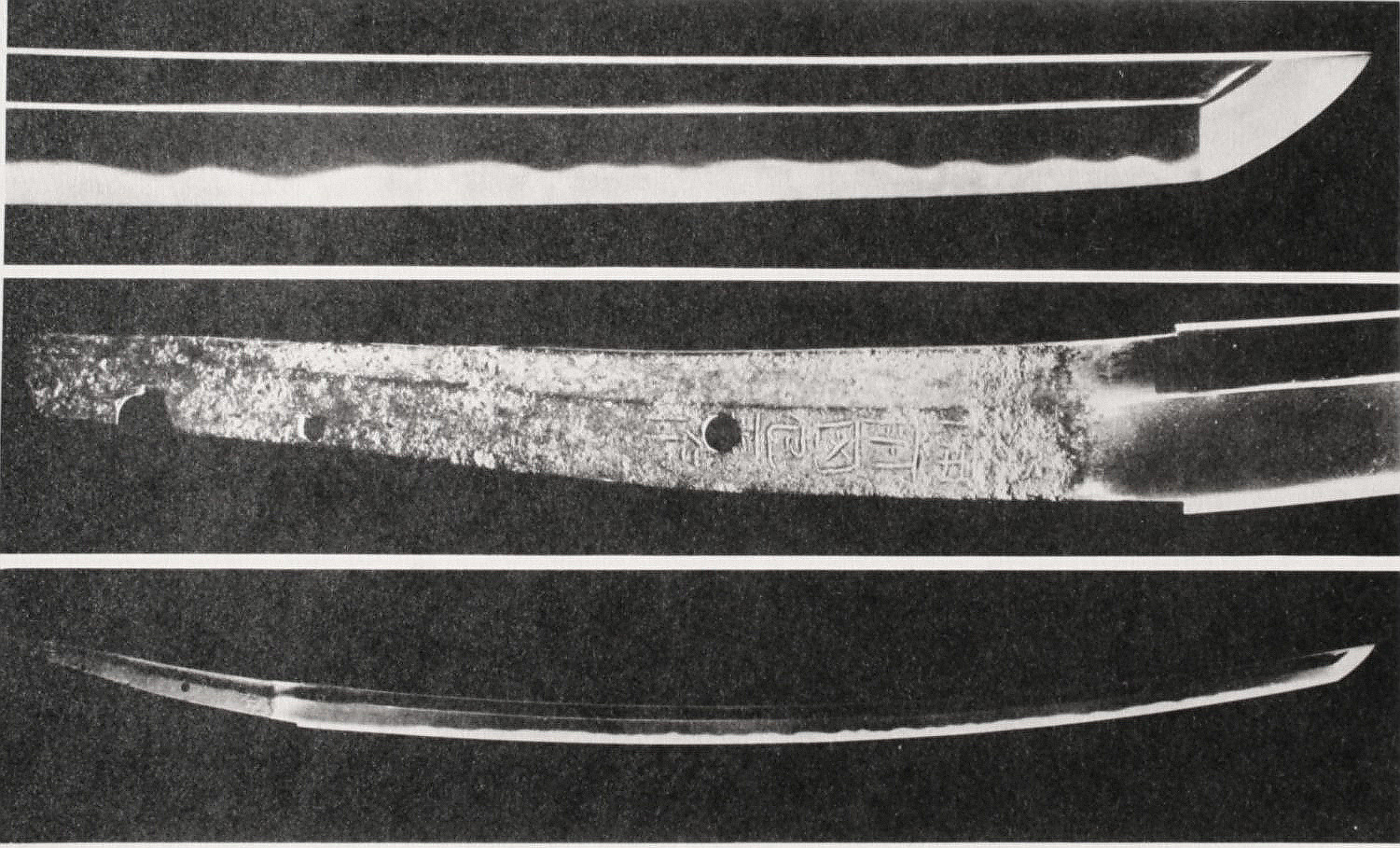
同上

大包平（おおかねひら）は、12世紀に作られたとされる日本刀（太刀）である。日本の国宝に指定されており、東京都台東区にある東京国立博物館が所蔵している。国宝指定名称は「太刀 銘備前国包平作（名物大包平）」（たち　めいびぜんのくにかねひらさく めいぶつおおかねひら）。現存する全ての日本刀中の最高傑作の一つとして知られ、童子切安綱と並び称されて「東西の両横綱」と例えられることもある。

## 概要
古備前派の刀工・包平によって作られた太刀である。包平という刀工は複数人いたとされ、その作風から大包平は時代が下った包平の作品であるとされる。大包平という名前は長大であり、かつ包平作刀の中でも傑出した出来であるため大包平と名付けられたとされている。
池田家に伝来する前は修験宗の社寺に奉納されていたとする伝説や大山祇神社に奉納されていたという言い伝えがある。　
江戸時代に岡山藩主の池田光政が、無駄に刀剣を購入することを諫める熊沢蕃山に懇願して入手したという逸話が伝わっている。実際には光政の祖父の池田輝政の代には池田家に伝わっていたとする説もあり、伝来した正確な時期は定かではない。
池田家では、この大包平を池田正宗や池田来国光などの名刀とともに代々伝えていた。使用例としては、具足始の儀式の際に着用する具足と共に大包平を毎年飾っていたと記録に残り、家での年中行事に用いられていた。長らく池田家に伝来していたが、1967年（昭和42年）に文部省（当時）が6,500万円で買い上げ、以後は東京国立博物館に収蔵されている。

## 作風

### 刀身
刃長89.2センチメートル、反り3.5センチメートル、元幅3.7センチメートル。造り込みは鎬造（しのぎづくり）、庵棟（いおりむね）。刀身は幅広く、重ね（刀身の厚み）薄く、腰反り高く、切先は猪首（いくび）となる。地鉄は小板目肌が約（つ）み、地沸（じにえ）つき、地景（ちけい）しきりに入り、淡く乱れ映り立つ。刃文は小乱を主体に小丁子、互の目（ぐのめ）まじり、足・葉（よう）入り、小沸つき、匂口深く冴える。帽子は乱れ込んで浅く返り、二重刃ごころがある。彫物は表裏に棒樋（ぼうひ）を掻き流す。茎（なかご）は生ぶ。先は栗尻。鑢目（やす　りめ）は勝手下り。目釘孔は2つだが、茎尻近くに3番目の目釘孔らしき刃側に欠けこんだ大きな窪みがある。
古備前派の刀工・包平は通常「包平」二字銘を切るが、この大包平は「備前国包平作」と長銘（ながめい）に切る点が珍しい。制作年代は平安時代末期、12世紀頃とされている。通常、これだけの長寸で大身の太刀となると、重量は2 kgを超える相当に重いものとなるのが普通だが、大包平の重量は1.35 kgと非常に軽量なものとなっている。これは同寸の太刀に比べて重ねが薄いためで、長寸であり尚且つ重ねの薄い造りを両立させていることは、作刀技術の高さを実証するものとして高く評価されている。